# 和光プロダクション
和光プロダクション（わこうプロダクション）は、大阪府大阪市北区野崎町に本社を置くイベント制作会社、芸能事務所。1969年設立。

## 所属タレント
- ゼンジー北京
- 青芝フック
- 田渕岩夫
- タージン
- 幸助・福助
- 喜味家たまご
- 横山ともや・みちや
- 北京一・京二
- Tensho&Yua

など。

## 著作権管理
夢路いとし・喜味こいしの権利関係一切を和光プロが管理している。
いとし・こいしはコンビ活動当時は吉本興業（子役時代）→宝塚新芸座（現芸名に改名）→上方演芸→大宝芸能→東宝芸能関西→大宝企画に所属した。2003年に夢路いとしが死去。喜味こいしは引き続き大宝芸能に所属したが、2005年、親会社コマ・スタジアムの事業見直しで大宝企画が解散することとなり、こいしは和光プロに移籍し、2011年に死去した。